# Černobilsko izključitveno območje
Černobilsko izključitveno območje (ukrajinsko Зона відчуження Чорнобильської АЕС, latinizirano: Zona vidčužennja Čornobyl's'koji AES) je območje izključitve, ki je nastalo aprila 1986 zaradi jedrske nesreče v Černobilski jedrski elektrarni. Območje izključitve zajema površino približno 2.600 km2, ki je neposredno v bližini jedrske elektrarne v Černobilu, kjer je stopnja radioaktivnega onesnaženja največja. Dostop javnosti in prebivanje sta omejena. Druga območja obvezne preselitve in prostovoljne preselitve, ki niso del izključitvenega območja, obstajajo v okolici kot tudi po vsej Ukrajini. Februarja 2019 so razkrili, da potekajo pogovori o preoblikovanju meja območja izključitve, ki bi odražale upadajočo radioaktivnost zunanjih območij izključitvenega območja.
Namen izključitvenega območja je omejiti dostop do nevarnih območij, zmanjšati širjenje radioaktivnega onesnaževanja in izvajati radiološke in ekološke meritve. Danes je izključitveno območje eno svetovno najbolj radioaktivno onesnaženih območij in vzbuja veliko znanstvenega zanimanja za visoko stopnjo izpostavljenosti sevanju v naravnem okolju, pa tudi za vse večje zanimanje turistov.
Geografsko vključuje najsevernejša območja Kijevske in Žitomirske oblasti Ukrajine.